# بورت أوف سبين
بُورُ إِسْبَانِيَا، وتسمى رسميا مَدِينَةَ بُور إِسْبَانِيَا (بالإنكليزية: City of Port of Spain)، هي عاصمة جمهورية ترينيداد وتوباغو ، بعدد سكان يتخطى 50.000 نسمة عام 2000 , في المدينة أكثر من 128.000 نسمة (غير رسمي) و 250.000 نسمة التي تعبر المدينة يوميا، تعتبر ثالث أكبر مدن البلاد بعد سان فيرناندو وتشاغواناس.

## جغرافيا
تقع المدينة على خليج باريا على الساحل الغربي لجزيرة ترينيداد. تمتد على مساحة 10.4 كم مربع في منطقة تلال. تتميز بمناخ استوائي موسمي.

## تاريخيا
بنيت المدينة قرب موقع صيد هندوأميركي قديم معروف باسم «كوموكورابو» في فترة الإستعمار الأسباني للمنطقة عام 1560م. حيث بدأت بالتطور أواخر القرن السادس عشر حيث كانت من المراكز التجارية المهمة على بحر الكاريبي . عام 1797 احتل البريطانيون المنطقة. تابعت تتطورها في القرن 19 و 20 . عام 1958 حتى عام 1962 كانت عاصمة مؤقتة لما يعرف ب West Indies Federation . وبعد ذلك اتخدت عاصمة للبلاد حتى الآن.

## توأمة
لبورت أوف سبين اتفاقيات توأمة مع كل من:
- أتلانتا
- لاغوس
- مورن-آه-لو

## أعلام
- نور حسن علي
- كيرون كليمنت
- نيكي ميناج
- أتو بولدون
- لويس وارتون

## وصلات خارجية
- موقع المدينة نسخة محفوظة 7 ديسمبر 2006 على موقع واي باك مشين.

 ترينيداد وتوباغو